# Esta vida me va a matar
Esta vida me va a matar es el primer álbum de la banda española Los Suaves, publicado en 1982, editado por la Sociedad Fonográfica Asturiana y grabado en los Estudios Norte de Gijón.
La producción no es la mejor pero se ve suplida por la calidad de las canciones, a las que solo el tiempo acabaría por colocar en un lugar destacado dentro de la discografía del grupo.
Se inicia con Peligrosa María, todo un clásico de la primera época suave, a la que sigue Mártires del Rock and Roll en homenaje a todos los que han caído en el camino del rock.
El tercer tema es caso aparte, una de las obras maestras del grupo por excelencia y quizá el mejor tema de todo el álbum: Siempre Igual. Cuenta la historia de un hombre al que la vida le juega malas pasadas cada día.
El tema homónimo del disco nos recuerda la dura vida de las bandas de rock. Viene el tren es el siguiente tema del disco, y relata una de las mayores aficiones de Yosi en sus letras, las locomotoras (la mayoría de sus siguientes álbumes contienen canciones sobre trenes). En homenaje a Lennon el título Muerte en el rock, nos recuerda el asesinato del mítico compositor.
Quizá una de las grandes olvidadas en el repertorio en directo sea Llegaste hasta mí, cosa que no ocurre con Sin Empleo o Chaquetas de Cuero, la guinda final a un LP que carece de un sonido brillante pero en el que cada tema nos da pistas sobre la gran banda que se estaba gestando.
La repercusión mediática del disco fue poca en su época, pero permitió al grupo dar conciertos durante un tiempo y labrarse una buena reputación con sus directos.

## Lista de canciones
1. Peligrosa María - 4:06
2. Mártires del rock and roll - 4:51
3. Chaquetas de cuero - 2:46
4. Siempre igual - 7:23
5. Esta vida me va a matar - 3:33
6. Viene el tren - 2:10
7. Muerte en el rock  - 4:45
8. Llegaste hasta mí - 4:04
9. Sin empleo - 3:54

- Datos: Q5840597